# District de Gazimağusa
Ne doit pas être confondu avec district de Famagouste.
Le district de Gazimağusa (en turc : Gazimağusa İlçesi ; en grec moderne : Επαρχία Γκαζιμαγούσα) est un district de Chypre du Nord situé dans la partie orientale du pays. Il est composé de trois sous-districts : Mağusa, Akdoğan et Geçitkale. Sa capitale est Famagouste (en truc : Gazimağusa).
Sa population s'élève à 69 838 habitants au recensement de 2011. Le gouverneur actuel du district est Beran Bertuğ (en). Le district d'İskele est créé par scission du district de Gazimağusa par les autorités nord-chypriotes en 1998.